# Phaenobezzia mashonensis
Phaenobezzia mashonensis är en tvåvingeart som först beskrevs av Ingram och John William Scott Macfie 1923.  Phaenobezzia mashonensis ingår i släktet Phaenobezzia och familjen svidknott. Inga underarter finns listade i Catalogue of Life.